# Kunming
Pour les articles homonymes, voir Kunming (homonymie).
Kunming (chinois : 昆明市 ; pinyin : Kūnmíng shì ; Wade : K'un¹-ming²-shih⁴ ; cantonais Jyutping : Kwan¹ming⁴si⁵ ; cantonais Yale : Gwan¹ming⁴si⁵), avant les années 1920 Yunnan fu (zh) (云南府 / 雲南府, yúnnán fǔ, de sa création, vers 1381 jusqu'à 1912, à l'établissement de la république de Chine (1912-1949), est la capitale de la province du Yunnan, en République populaire de Chine. La ville-préfecture est située dans l'angle nord du lac Dian. La superficie de la préfecture est de 21 473 km2 et sa population était de 8,46 millions d'habitants lors du recensement de 2020. En raison de son climat tempéré tout au long de l'année, elle est souvent appelée la « Ville du printemps éternel » (春城).

## Histoire

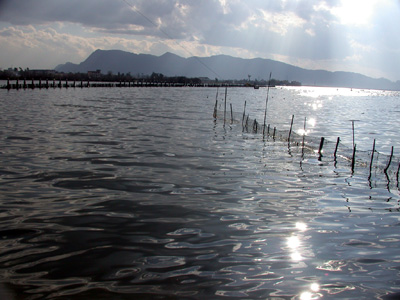
Le lac Dian.

Kunming a une longue histoire. Dès 30 000 av. J.-C., des tribus s'installent aux alentours du lac Dian. Au IIIe siècle av. J.-C., Zhuangqiao de l'État de Chu conduit ses hommes près du lac Dian et y établit le royaume de Dian. Au sud du lac, en dehors donc du périmètre actuel de la ville, des traces d'habitations ont pu être datées de 279 av. J.-C., bien qu'elles relèvent d'une histoire dont nous ne savons rien par ailleurs.
En -109, pendant le règne de l'empereur Wudi, le royaume de Dian est rattaché à l'empire Han et devient la préfecture de Yizhou. C'était alors un important carrefour entre le Sichuan et le Viêt Nam.
En 765 de notre ère, la ville de Tuodong (拓东) est fondée.
Au XIIIe siècle, Marco Polo voyage dans la région et décrit son émerveillement. La ville de Tuodong est renommée Kunming sous la dynastie Yuan en 1276.
Au XIVe siècle, Kunming passe sous la domination des Ming, qui construisent une muraille entourant la ville actuelle. Les portes de la ville sont encore visibles sur des photographies prises par des Français au début du XXe siècle.
Au XIXe siècle, Kunming, appelée alors Yunnanfu, est mise à mal par le chef rebelle Du Wenxiu (杜文秀), sultan de Dali, qui attaque et assiège la ville plusieurs fois entre 1858 et 1868. En 1856, Shuxing'a, un fonctionnaire Qing d'origine mandchou, est chargé de réprimer la révolte qui a éclaté dans la capitale provinciale de Kunming. Pour ce faire, il se livre à un massacre de musulmans, ce qui, loin d’apaiser la situation, déclenche une insurrection multiethnique à l'échelle de la province,. Quelques dizaines d'années plus tard, Kunming commence à subir l'influence occidentale, en particulier l'influence française qui s’exerce depuis l'Indochine. La Société des missions étrangères de Paris y ouvre une mission et un consulat de France s'y installe en 1899, et fonctionne jusqu'en 1951.
Pendant la Seconde Guerre mondiale, Kunming est le centre interallié de commandement militaire pour le Sud-Est asiatique, qui regroupe les Américains, les Britanniques, les Chinois et les Français. On y planifie les opérations de Chine, en Birmanie et en Inde. Le détachement 101 de l'OSS (Office of Strategic Services) des États-Unis y est attaché. Le chemin de fer français du Yunnan à voie métrique relie Kunming à Hanoï (correspondance avec le Transindochinois). À cette époque Kunming est la destination finale de la route de Ledo prolongée par la route de Birmanie qui permet de ravitailler la Chine nationaliste de manière plus économique que la voie aérienne passant au-dessus de la « bosse » (hump) himalayenne.
De Hanoï à Kunming, le chemin de fer français du Yunnan existe toujours et permet encore de descendre jusqu'au sud du Vietnam.
En février 2014, des agresseurs inconnus armés de couteaux ont tué 29 personnes et blessé 130, dans la gare de Kunming. Selon les autorités chinoises, l'agression est attribuée à des « terroristes islamistes ouïghours ».

## Géographie
Kunming est sur un plateau de l'Est du Yunnan. L'altitude du centre-ville est de 1 894 m. Entourée de montagnes sur trois côtés et donnant sur le lac Dian (滇池) au sud, la ville jouit d'un climat tempéré tout au long de l'année.
Elle est traversée par la Panlong (盘龙江, pánlóng jiāng), qui se jette dans le lac Dian.
Le lac d'Émeraude est un jardin au cœur de la ville. Le parc de Daguanlou donne sur le lac Dian au sud-ouest de la ville.

## Climat
La ville bénéficie d'un climat tempéré en raison de son altitude. Les hivers sont doux et les étés chauds sans que la chaleur ne soit excessive. L'été est la période de l'année la plus arrosée en raison des pluies de mousson qui affectent toute l'Asie du Sud-Est. Si on se réfère à la classification de Köppen, le climat de la ville est de type Cwb (tempéré humide avec hiver sec et été tempéré).
| Mois                                | jan. | fév. | mars | avril | mai  | juin  | jui.  | août  | sep.  | oct. | nov. | déc. | année   |
| ----------------------------------- | ---- | ---- | ---- | ----- | ---- | ----- | ----- | ----- | ----- | ---- | ---- | ---- | ------- |
| Température minimale moyenne (°C)   | 1,5  | 2,9  | 5,5  | 9,1   | 13,9 | 16,3  | 16,8  | 15,9  | 14,2  | 11,5 | 6,9  | 2,5  | 9,7     |
| Température moyenne (°C)            | 7,6  | 9,5  | 12,6 | 16,1  | 18,9 | 19,6  | 19,7  | 19,1  | 17,5  | 15   | 11,3 | 7,9  | 14,6    |
| Température maximale moyenne (°C)   | 15,1 | 17,1 | 20,4 | 23,5  | 24,6 | 23,8  | 23,9  | 23,9  | 22,5  | 20,3 | 17,3 | 15   | 20,6    |
| Précipitations (mm)                 | 11,7 | 12,4 | 16,2 | 26,8  | 91,9 | 173,2 | 204,8 | 205,9 | 121,6 | 88,6 | 40,1 | 13,5 | 1 006,7 |
| Nombre de jours avec précipitations | 2,2  | 2,5  | 3    | 4,4   | 8,9  | 13,8  | 15,8  | 15,7  | 11,7  | 10,7 | 5,2  | 2,4  | 96,3    |

## Patrimoine

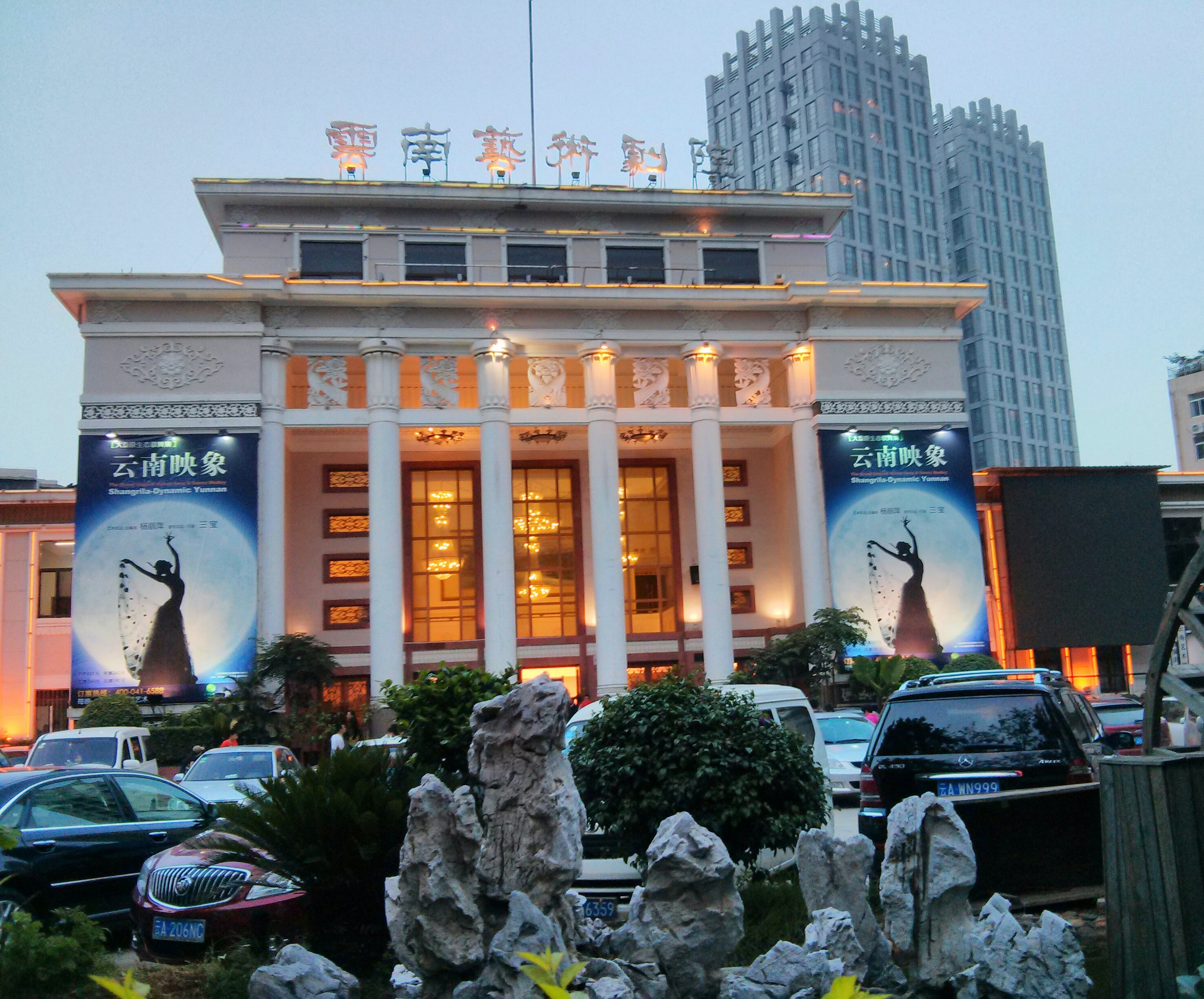
Théâtre des Arts du Yunnan.

- Musée provincial du Yunnan (云南省博物馆) ;
- Musée municipal de Kunming (昆明市博物馆) : collections de bronzes, de sculptures bouddhiques, etc. ;
- Temple de Yuantong (圆通寺) ;
- Parc du lac d'Émeraude (翠湖公园) et parc de Daguanlou (大观楼公园) ;
- Temples des Collines de l'Ouest (西山), temple d'Or (金殿, jindian), temple des Bambous (Qiongzhu Si) (筇竹寺), tous trois à l'extérieur de la ville ;
- Musée et parc des minorités du Yunnan (云南民族村, 民族博物馆) ;
- Lac Dianchi & parc Daguan ;
- Ancienne école militaire (云南陆军讲武堂) ;
- Zoo municipal (昆明动物园) ;
- Marché aux fleurs et aux oiseaux (quartier ancien encore partiellement préservé) ;
- Forêt de Pierres.

## Universités
- Université du Yunnan (云南大学), fondée en 1922 ;
- Université de Kunming de science et de technologie (昆明理工大学) ;
- Université agricole du Yunnan (云南农业大学) ;
- Université normale du Yunnan (云南师范大学) ;
- Université du Yunnan de médecine traditionnelle chinoise (云南中医学院) ;
- Université du Yunnan de finance et d'économie (云南财经大学) ;
- Institut des Arts et des Sciences (文理学院), fondée en 2000.

## Transports

### Intégration dans l'Asie du Sud-Est

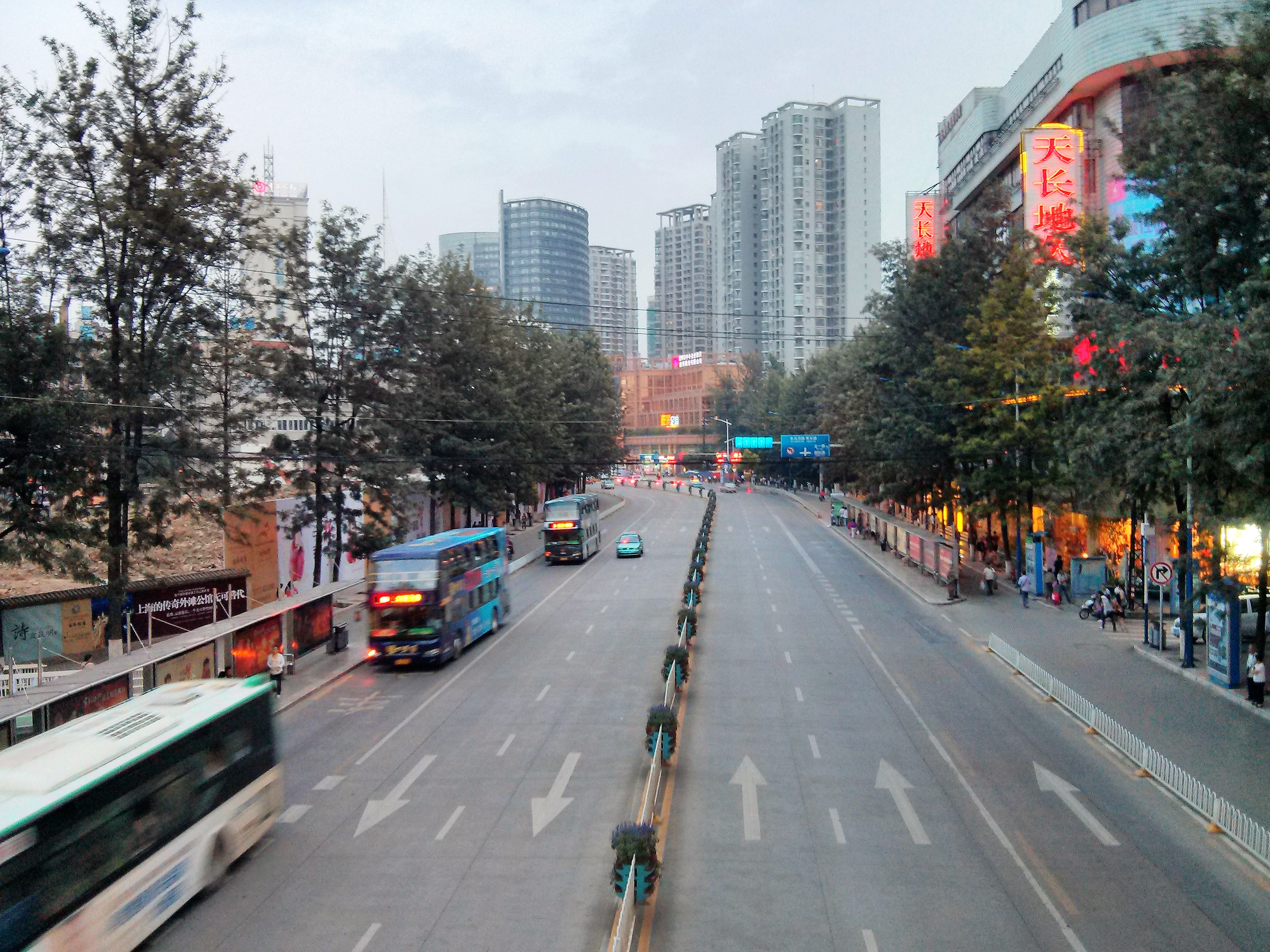
Rue Dongfeng ouest au centre-ville.

Plusieurs liaisons autoroutières et ferroviaires sont prévues pour relier Kunming et la Chine à la Thaïlande, au Viêt Nam ou au Laos, et donner un plus grand accès de la province aux ports maritimes de l'Asie du Sud-Est. D'autre part, les autorités économiques de Kunming participent activement au projet de coopération économique de la sous-région du Grand Mékong (GMS), qui cherche à promouvoir l'économie des six pays riverains (la Chine, le Cambodge, le Laos, la Birmanie, la Thaïlande et Viêt Nam). Dans ce cadre, le grand port de Hải Phòng, d'une importance régionale, devrait désenclaver le Yunnan.

### Métro
Depuis 2012 la ville possède un métro avec six lignes d'une longueur totale de plus de 164 kilomètres.

### Transport ferroviaire

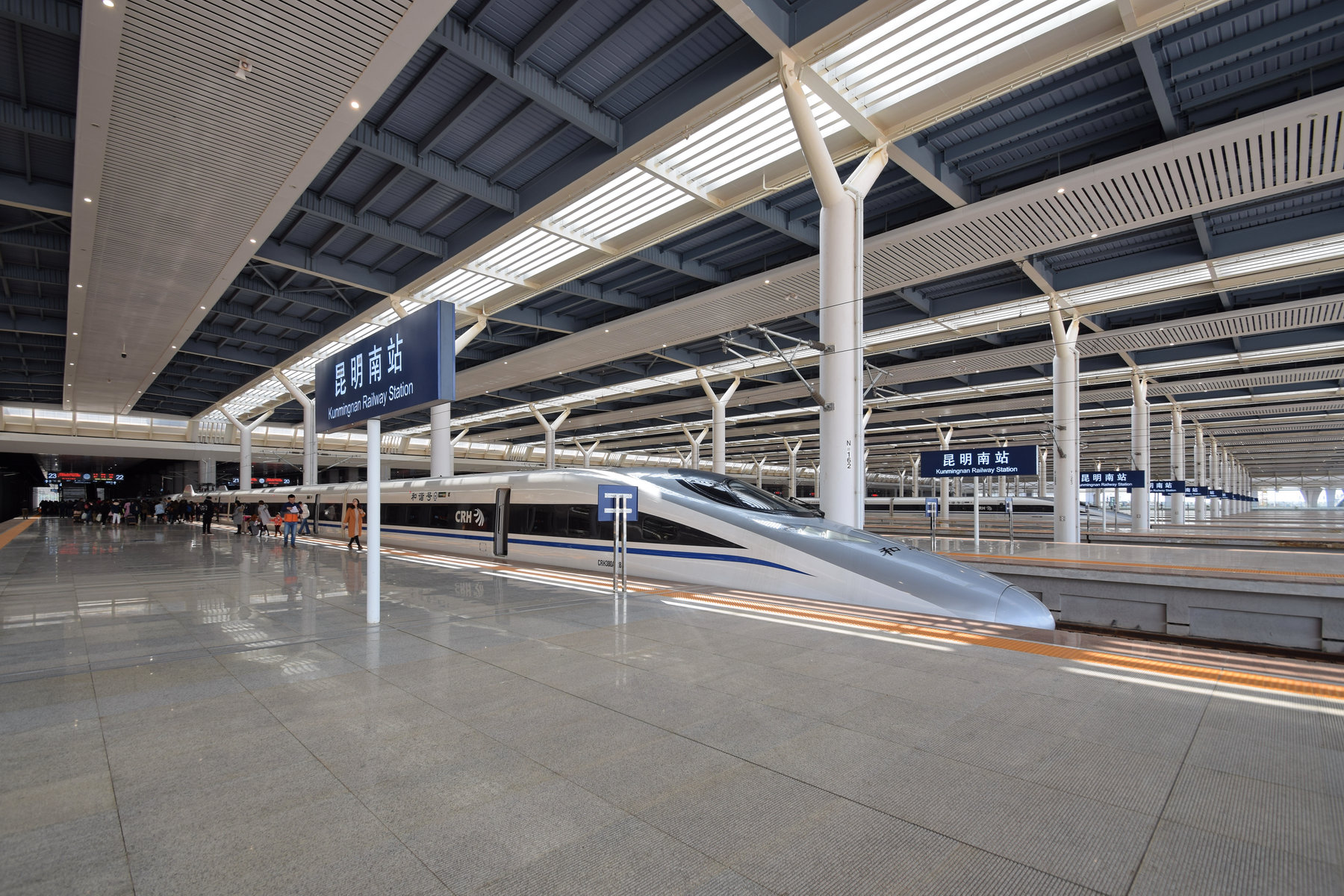
Un train à grande vitesse à la gare de Kunming-Sud.

La ligne à voie métrique des chemins de fer de l'Indochine et du Yunnan, reliant Haïphong à Kunming, a été construite par des architectes français pendant la colonisation. Elle reste un symbole et une ligne historique, avec notamment le viaduc de Faux-Namti, pont métallique de type Eiffel qui relie deux tunnels à travers un précipice, et la gare de Bisezhai, qui fut un important point de transfert de ressources pour les colonies étrangères.
Kunming possède deux gares ferroviaires, la gare de Kunming au centre ville et la gare de Kunming-Sud, dédiée aux trains à grande vitesse et terminus de la ligne à grande vitesse Nan-kun (zh).

### Transport aérien
Kunming est desservi par l'aéroport international de Kunming Changshui. Il a des liaisons régulières avec les principales villes d'Asie du Sud-Est et avec de nombreuses villes chinoises, ainsi qu'avec certains grands aéroports européens.

## Économie
En 1992, Kunming était au quatorzième rang des villes chinoises pour son économie. Les mines de sel et de phosphate autour de la ville comptent parmi les meilleures de Chine. En raison de sa situation isolée au sud-ouest de la Chine, Kunming a eu du retard par rapport aux villes côtières dans le développement lié à la rapide croissance économique du pays, fortement liée aux exportations.
En 2004, le PIB total a été de 94,2 milliards de yuans, et le PIB par habitant de 18 773 yuans.

## Subdivisions administratives

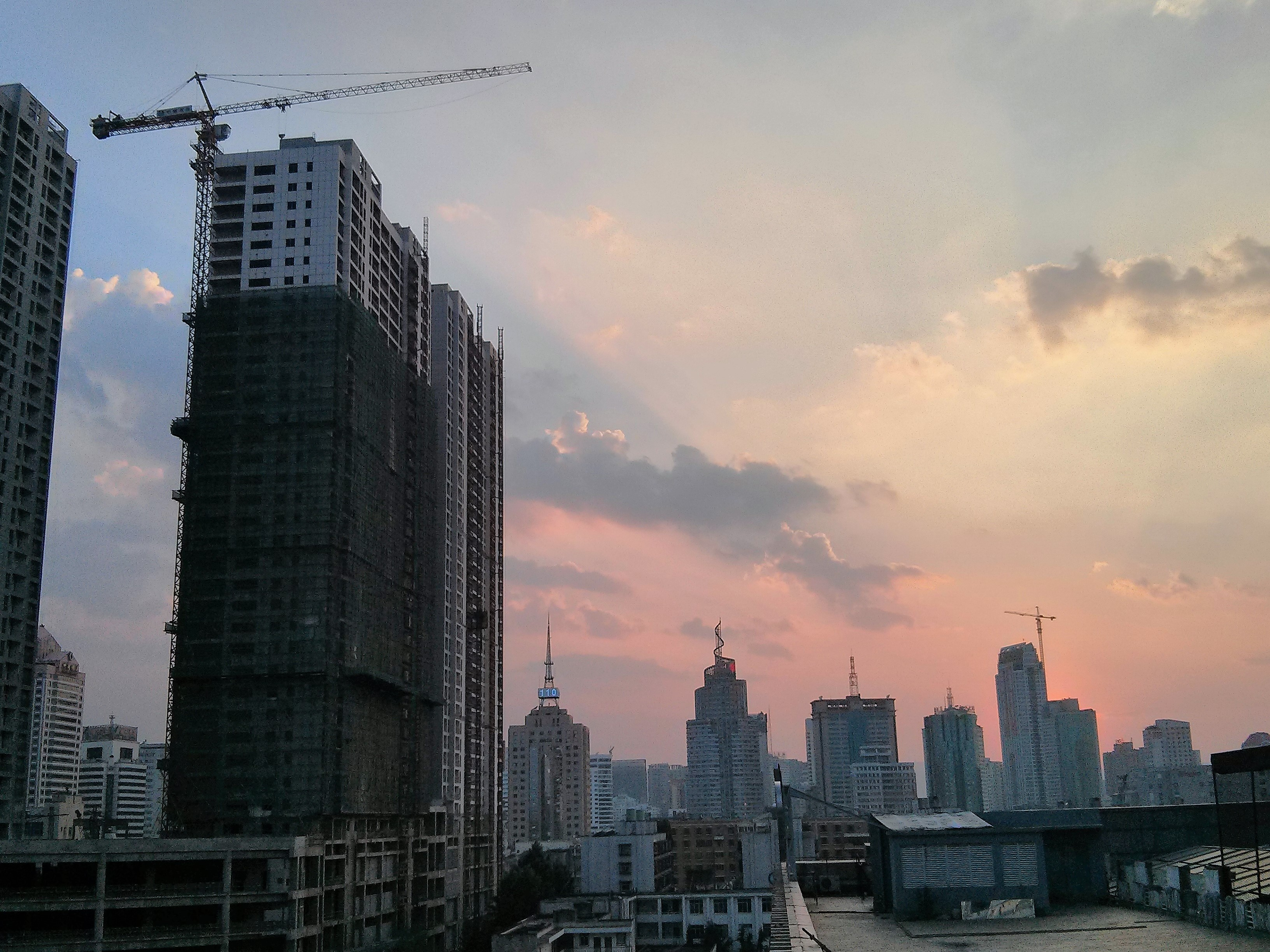
Vue sur Kunming, depuis le district de Panlong en 2013.

La ville-préfecture de Kunming exerce sa juridiction sur quatorze subdivisions — six districts, une ville-district, quatre xian et trois xian autonomes :
- le district de Panlong (盘龙区, Pánlóng Qū) ;
- le district de Wuhua (五华区, Wǔhuá Qū) ;
- le district de Guandu (官渡区, Guāndù Qū) ;
- le district de Xishan (西山区, Xīshān Qū) ;
- le district de Dongchuan (东川区, Dōngchuān Qū) ;
- le district de Chenggong (呈贡区, Chénggòng Qū)  (anciennement xian de Chenggong, élevé au rang de district le 20 mai 2011) ;
- la ville d'Anning (安宁市, Ānníng Shì) ;
- le xian de Jinning (晋宁县, Jìnníng Xiàn) ;
- le xian de Fumin (富民县, Fùmín Xiàn) ;
- le xian de Yiliang (宜良县, Yíliáng Xiàn) ;
- le xian de Songming (嵩明县, Sōngmíng Xiàn) ;
- le xian autonome yi de Shilin (石林彝族自治县, Shílín yízú Zìzhìxiàn) ;
- le xian autonome yi et miao de Luquan (禄劝彝族苗族自治县, Lùquàn yízú miáozú Zìzhìxiàn) ;
- le xian autonome hui et yi de Xundian (寻甸回族彝族自治县, Xúndiàn huízú yízú Zìzhìxiàn).

## Jumelage et partenariats
- Chefchaouen (Maroc) ;
- Zurich (Suisse) ;
- Chiang Mai (Thaïlande) ;
- Phnom Penh (Cambodge) ;
- Nancy (France).

## Religion
- Cinq mosquées ;
- quartier musulman Hui de Shuncheng Jie ;
- cathédrale catholique du Sacré-Cœur ;
- archidiocèse de Kunming.

## Littérature
- Auguste François, consul de France à Yunnanfu de 1898 à 1904, a écrit un livre de souvenirs[12]. Ses photographies et certains de ses écrits ont été publiés dans L'Œil du consul en 1989[13].
- Lucien Bodard, dans son roman Monsieur le Consul, met en scène un consul imaginé, qui aurait été en poste à Yunnanfu à la place d'Auguste François. Le chemin de fer Kunming-Hanoï y apparaît, parmi les rêves d'opium du consul.
- George Soulié de Morant, sinologue, fut membre du consulat de France à Kunming (à l'époque Yunnanfu), et entama dans cette ville des travaux qui lui permirent d'introduire l'acupuncture dans le monde occidental. La valeur de ses travaux sera attestée en Chine même lors de l'inauguration d'une salle Soulié de Morant au sein du Musée de la Médecine Traditionnelle Chinoise de Kunming. Des objets lui ayant appartenu y seront exposés.[Quand ?]
- Charles de Gorostarzu dirigea la mission du début du XXe siècle jusqu'en 1933 et fit publier de nombreux articles dans les Annales des Missions étrangères de Paris.

## Art
- Kunwu Li (né en 1955) est un dessinateur de presse de Kunming (journal Yúnnán Rìbào, Yúnnán Daily). Auteur, avec le Français Pierre Ôtié, de la bande dessinée autobiographique Une vie chinoise[14], il y illustre notamment la vie quotidienne à Kunming et les transformations architecturales de la ville depuis les années 1950.
- Kunming est la ville dans laquelle le groupe québécois Québec Redneck Bluegrass Project s'est formé et a composé la majorité de ses albums[15].

## Hommage
- (3650) Kunming, astéroïde nommé pour la réputation de « printemps éternel » de la ville.

## Ville numérique

### Politiques de ville numérique à Kunming
Les politiques de ville numérique de Kunming visent à renforcer la construction numérique de la gouvernance en intégrant cette démarche dans les plans spécifiques. Elles promeuvent l'utilisation de la nouvelle technologie de l'information pour améliorer les capacités et le niveau de la gouvernance sociale, en fournissant un soutien intelligent à cette dernière.
Pour atteindre ces objectifs, la ville de Kunming vise à renforcer l'intégration et le partage des données entre les différents ministères gouvernementaux. Elle envisage d'élaborer une méthode de gestion du partage des ressources d'information administratives pour clarifier les limites et les méthodes d'utilisation des données partagées.
En outre, Kunming souhaite renforcer la construction de la sécurité intelligente, en utilisant pleinement les nouvelles technologies telles que l'Internet des objets, l'intelligence artificielle, et la 5G pour améliorer le niveau de prévention. Elle prévoit d'élaborer et de clarifier les objectifs, les tâches, les normes et la répartition des responsabilités de la construction de quartiers de sécurité intelligents dans toute la ville.

### Kunming Smart City
La plateforme Kunming Smart City a plusieurs projets d'infrastructure visant à améliorer l'efficacité énergétique, la gestion de l'eau, le développement industriel, la gestion de la ville et les services publics. Les projets comprennent l'amélioration des systèmes énergétiques, hydrauliques, industriels, de gestion de ville, de service public et de réseau électrique. Les objectifs incluent la promotion des réseaux intelligents, la gestion de l'environnement aquatique, la surveillance des ressources en eau, le développement de parcs industriels intelligents, la construction d'un centre d'opérations pour la ville intelligente, l'amélioration des systèmes d'éducation et de santé, et l'accélération de la construction de réseaux intelligents.